# 李希孔
李 希孔（り きこう、1583年 - 没年不詳）は、明代の官僚。字は子鑄、号は尋仲。本貫は広州府三水県。

## 生涯
李大遇と陸氏のあいだの子として生まれた。1610年（万暦38年）、進士に及第した。中書舎人に任じられ、南京御史に抜擢された。1620年（万暦48年）、給事中の姚宗文が遼東の軍を調査し、経略の熊廷弼を排除しようとしたことから、希孔は弾劾の上疏をおこなった。さらに考査選抜に姚宗文が横槍を入れたことを糾弾した。同年（泰昌元年）冬、希孔は時政七事の意見を上奏した。1621年（天啓元年）、王允成とともに邵輔忠を弾劾した。また言官の倪思輝・朱欽相・王心一を赦すよう請願した。
1623年（天啓3年）、希孔は「折邪議」を上疏し、両朝実録で明末三案の評価を定めるよう求めた。天啓帝の詔により史館に参考意見として送られたが、その後改められることはなかった。まもなく希孔は客氏を宮中から出し、崔文昇を処刑するよう求めた。
希孔を嫌う者は多く、東林党とされて指弾された。しばらくして在官のまま死去したため、東林党弾圧の禍にはかからなかった。